# Stuff (gruppo musicale)
Gli Stuff sono un gruppo musicale di genere jazz-funk proveniente da New York, attivo tra la seconda metà degli anni '70 e i primi anni '80.
La band era formata da Gordon Edwards (basso), Richard Tee (tastiere) Eric Gale (chitarra), Cornell Dupree (chitarra) e Chris Parker (batteria), sostituito in seguito da Steve Gadd (batteria).

## Discografia
- Stuff (1976)
- More Stuff (1977)
- Stuff It (1978)
- Live Stuff (1978)
- Live in New York (1980)
- Best Stuff (1981)
- Live at Montreaux 1976 (2007)

## Videografia
- Live at Montreaux 1976 DVD (2007)